# La fea más bella
La fea más bella es una telenovela mexicana producida por Rosy Ocampo para Televisa en el año 2006. Es una adaptación de la telenovela colombiana de 1999 Yo soy Betty, la fea, creado por Fernando Gaitán.
Está protagonizada por Angélica Vale y Jaime Camil; con las participaciones antagónicas de Elizabeth Álvarez, Patricia Navidad, Sergio Mayer y Raúl Magaña; Además cuenta con las actuaciones estelares de Luis Manuel Ávila, Nora Salinas, Agustín Arana y los primeros actores Angélica María y José José, además de la actuación especial de Juan Soler.
Fue considerada la mejor telenovela de 2006 en México debido a su gran índice de audiencia, por lo que es una de las telenovelas más vistas de la historia del país. Su último capítulo fue transmitido en el Canal de las Estrellas, el día domingo 25 de febrero de 2007, con una duración de tres horas. Su episodio final obtuvo 43.1 puntos, fue visto por 19 millones 200 mil personas de media rebasando a la transmisión de los galardones de los Premios Óscar 2007 con 9 puntos en TV Azteca.

## Sinopsis
Leticia Padilla Solís “Lety”, es una chica brillante, pero poco agraciada. Se graduó con honores en economía, habla varios idiomas, domina la computación y es un genio para las finanzas. Sólo que por su aspecto físico, no encuentra trabajo. Desesperada por encontrar empleo, Lety decide aceptar que la contraten por debajo de su nivel, y es contratada como secretaria en Conceptos, una famosa productora de vídeos, donde la "fealdad" es un tabú.
La casa productora Conceptos fue fundada por dos buenos amigos: Don Humberto Mendiola, y Julio Villaroel. Desafortunadamente, al poco tiempo, los Villaroel murieron en un accidente y Don Humberto y su esposa Teresita se hicieron cargo de los hijos huérfanos de los Villaroel: Ariel, Marcia y Ana Leticia, además de ocuparse también de la exitosa empresa.
Fernando Mendiola es un ejecutivo joven, brillante, sofisticado y todo un "Don Juan". Es el hijo de Don Humberto y el novio de Marcia. Tras la jubilación de Don Humberto, Fernando consigue la presidencia de Conceptos frente a su rival Ariel Villaroel, ganándole por un solo voto, el de Marcia. El proyecto que Fernando presentó para competir por el cargo es ambicioso, pero mal sustentado y pone en riesgo el futuro de la empresa. Además, Ariel, un hombre arrogante e inteligente, lo vigila de cerca para disputarle el codiciado puesto.
Lety compite por el cargo de secretaria con la bella Alicia Ferreira, amiga íntima de Marcia, quien la necesita cerca para vigilar a su enamoradizo novio, es una mujer muy atractiva, pero frívola y sin experiencia laboral. Alicia guarda un raro secreto, además de eso está endeudada por el pago de una tarjeta de crédito, de manera que Marcia pelea por colocar a Alicia en el puesto de secretaria. Fernando no se deja presionar y decide contratar a Lety que es la mejor aspirante, aunque no tenga presencia para el puesto. Finalmente, se quedan las dos, Alicia en Relaciones Públicas y Lety con el manejo de la computadora, teléfonos, archivos, la agenda de Fernando y asuntos privados.
A pesar de todo, el talento y simpatía de Lety le hacen ganar la confianza de Fernando, y la amistad de las secretarias conocidas como “El cuartel de las feas”. Las deudas de Alicia hacen que la apoden “La oxigenada”. 
Por el ambicioso proyecto con el que Fernando ganó la presidencia de Conceptos, la empresa se ve obligada a adquirir deudas para que la suma de ganancias sea la planteada por Fernando. Entonces, junto a Lety, se crea una empresa fantasma llamada Filmo Imagen, cuyo único propósito es prestar dinero a Conceptos, pues ya está endeudado con todos los bancos.
Lety se hace cargo del registro de “Filmo Imagen”, entonces ella se convierte legalmente en la dueña de la empresa fantasma con sede en su propia casa, y deja el cargo de gerente general de la empresa a su único amigo de la infancia: Tomás Mora, un joven inteligente y muy simpático pero feo. Este empieza a invertir en la bolsa de valores con el dinero que Fernando les dio para registrar a la empresa, generando muchas ganancias.   
Durante todo esto, Lety se enamora perdidamente de su mujeriego jefe y mientras están en una sesión de adivinación con Juana (la encargada de limpieza de la empresa e integrante del cuartel de las feas) y le anuncia que en su futuro "conocerá a un hombre que le cambiará la vida y ella se la cambiará a él".
En un punto, ni con el dinero de "Filmo Imagen" pueden dar abasto a las deudas de Conceptos, y Fernando decide embargar a su propia empresa antes de que los bancos lo hagan para mantener protegido el patrimonio de sus padres. Luego de los trámites pertinentes, la empresa queda en manos de Lety y durante unos meses, las "ganancias" que presenta Fernando en cada Junta de Comité engañan a todos. 
Bajo la influencia de Omar Carvajal, mejor amigo de Fernando y vicepresidente de Conceptos, ambos deciden enamorar a Leticia para mantener su empresa a salvo, y aprovechando así su experiencia en el amor. Fernando comienza a salir con Lety, quien no puede creer que él está dispuesto a engañar a su bella prometida con su fea secretaria. Aunque ella no sabe que todo es parte de un plan para conservar la empresa, ella logra enamorarlo con su simpatía, honestidad, sencillez y su manera de ver la vida.
Al cabo de un tiempo ella descubre una carta que deja Omar Carvajal (quien normalmente y a espaldas de ella la llama "Gargolita") a Fernando, donde expone todo el plan para conquistarla y sus propósitos, entonces, devastada por el engaño, decide junto a Tomás, vengarse de Fernando, gastando cruelmente el dinero de “Filmo Imagen” comprándose un coche de último modelo y un celular, para darle celos a Fernando, que después de esto, Alicia lo descubre pensando que Tomás es millonario y decide seducir a Tomás y quitarle el “novio” a Lety, pero solamente Alicia esta interesada por él por su dinero para poder salvarla de sus deudas severas, pero Tomás lo ve sin darse cuenta un amor real, pero no sabe los motivos de Alicia sobre su vida financiera.
Tiempo después, al no aguantar más esta situación, decide revelar la verdad sobre la empresa en la Junta de Comité y presenta su renuncia.
Ese mismo día, Marcia Villaroel descubre el lío de Fernando y Leticia por medio de las cartas que él cada mañana dejaba en el escritorio de Lety, quien las llevaba en una bolsa de basura. Marcia jamás se imaginó que Fernando amaba a Lety, hasta que lo escucha de sus propios labios. Mientras tanto, Lety decide huir de todo y viaja con Carolina Ángeles (una amiga de Fernando y Marcia, quien no tiene prejuicios sobre la belleza) a Acapulco para ser su asistente personal; allí conoce a Aldo Domenzaín, un guapo pescador y chef famoso quien la rescata del mar. Él le enseña a respetarse a sí misma, y forman una sólida amistad que transciende de solo eso, Aldo empieza a sentir atracción por la belleza interior de Lety, y la besa en dos ocasiones.
En Conceptos, luego del caos que Lety dejó, Humberto Mendiola deja su retiro y regresa a la empresa para poner orden, pero solicita a Leticia de nuevo en la empresa para aclarar la situación, Fernando busca a Lety desde que se fue a Acapulco, pero ahora tiene una sólida razón para hablar con Erasmo Padilla (el papá de Lety, quien hasta el momento no se ha enterado de nada, y a quien Fernando respeta y teme mucho). Leticia regresa a México, y por orden de Erasmo y Humberto, toma el puesto de presidente de Conceptos para saldar las deudas de la empresa y devolverla a sus dueños originales con unas condiciones, que Tomas Mora fuera su vicepresidente financiero, su padre el contador de la empresa, que Fernando permaneciera en la empresa como accionista y que Marcia no renunciara, a lo que aceptan.
Fernando la busca desesperadamente y le confiesa su amor más de una vez, pero ella no le cree, Aldo aprovecha un proyecto de la "Asociación de Restauranteros" del que fue nombrado representante para ir a México a buscar a Lety, y ella le ofrece Conceptos como empresa para producir los comerciales del proyecto "Turismo Gastronómico" a nivel nacional e internacional, lo que generaría ganancias suficientes para saldar la primera mensualidad de la deuda de $2,166,666.66 dólares dictada por el juez.
Al ver la actitud de Aldo hacia Lety, Fernando siente celos y se convierte en su enemigo, pasando a los golpes en más de una ocasión. Luego del proyecto "Turismo Gastronómico", Tomás realiza las cuentas de las ganancias y se da cuenta de que su meta no fue alcanzada gracias a que Luigi Lombardi, el director de los comerciales, se excedió en los gastos de producción; entonces Leticia convoca a la Junta de Comité y presenta su renuncia en un acto compulsivo del que, gracias a su padre se retracta al cabo de unas horas. 
Fernando presenta su renuncia y decide viajar a Nueva York donde conoce a Carla Santivañez, una empresaria que le ayudó en el proyecto de Aldo, y quien está enamorada de él. Marcia no sabía que Leticia había regresado a la presidencia, por lo que, desesperada, decide confesarle el amor que Fernando le profesa con el fin de que se quede en la empresa; Leticia, al darse cuenta de que lo que le decía era cierto, corre en busca de Fernando, se fugan a un lugar donde aclaran sus sentimientos y Fernando le pide matrimonio. Cuando regresan a la empresa al día siguiente. Aldo los encuentra besándose y descubre que se habían reconciliado, entonces, les muestra la deuda de Conceptos comprada por él; vendió su restaurante, su casa y su lancha para liberar a Lety e irse a vivir a Acapulco con ella, Lety se siente mal por él y Fernando, la deja libre para que ella decida. 
Lety empieza una relación con Aldo, se comprometen, y Fernando está por irse de viaje a Río De Janeiro, pero Aldo se da cuenta de que Fernando y Lety se aman, y los deja ser felices sin tener en cuenta el amor que sentía por ella. Finalmente, Fernando y Lety se casan y logran vencer todos los obstáculos que se oponían a su gran amor.

## Reparto
- Angélica Vale - Leticia "Lety" Padilla Solís de Mendiola / Aurora Mayer de Salinas
- Jaime Camil - Fernando Mendiola Sáenz
- Juan Soler - Aldo Domenzaín
- Elizabeth Álvarez - Marcia Villarroel Drummond
- Patricia Navidad - Alicia Ferreira "La Oxigenada"
- Sergio Mayer - Luis "Luigi" Lombardi / Él mismo
- Angélica María - Julieta Solís de Padilla
- José José - Erasmo Padilla Galarza
- Raúl Magaña - Ariel Villarroel Drummond
- Agustín Arana - Omar Carvajal Curiel
- Luis Manuel Ávila - Tomás Mora Gutiérrez
- Nora Salinas - Carolina "Caro" Ángeles
- Carlos de la Mota - Eduardo Mendoza
- Carlos Bracho - Humberto Mendiola
- Julissa - Teresita Sáenz de Mendiola
- Patricia Reyes Spíndola -Tomasa Gutiérrez de Mora
- Niurka Marcos - Paula María Fuentes de Contreras
- Rosita Pelayo - Dolores "Lola" Guerrero de Rodríguez
- Luz María Aguilar - Irma "Irmita" Ramírez
- Maribel Fernández - Martha Hurtado de Muñoz
- Raquel Garza - Sara Patiño "La Jirafa"
- Gloria Izaguirre - Juana Valdés
- Rebeca Mankita - Ana Leticia Villarroel Drummond
- Adriana Ahumada - Adriana Rodríguez Guerrero
- Fernanda Jimenez - Clarita Muñoz
- Alejandro Correa - "Cuco" Rodríguez Guerrero
- Miguel Jiménez - Jaime "Jaimito" Fuente
- Carlos Bonavides - Efrén Rodríguez Merchant "El señor cheque"
- Sergio Acosta - Raúl López
- José Luis Cordero "Pocholo" - Paco "Gordolobo" Muñoz
- Erik Guecha - Celso Durán
- Daniel Valdez - Javier Padilla
- Julio Mannino - Simón José "Simon Joseph" Contreras
- Aitor Iturrioz - Rafael
- Aleida Núñez - Yazmín García
- Jorge Salinas - Rolando "Rully"
- Issabela Camil - Isabella del Conde
- Roberto Palazuelos - Pedro Barman
- Sharis Cid - Paulina
- Mariana Seoane - Karla Santibáñez / Ella misma
- Jacqueline Bracamontes - Magaly Ruiz Esparza
- Laisha Wilkins - Carmina Muñiz
- Zaneta Seilerova - Pilar Zacarías
- Alfonso Iturralde - Jacks Reinard
- Daniela Castro - Daniela Molina
- Oscar Traven - Ricky Armstrong
- Cristina Bernal - Karla Lagunes
- Frances Ondiviela - Diana Medina
- Fernanda Castillo - Mónica Robledo
- Joana Benedek - Cristina Riva Palacio
- Archie Lanfranco - Lic. Fuentes
- Francisco Gattorno - Carlos Sánchez
- Ernesto Laguardia - Luis José Domínguez
- Mayrin Villanueva - Jacqueline Palacios
- Anaís - Anaís
- Rubén Morales - Armando
- Sergio Corona - Lic. Antonio Sánchez Quintanilla
- Raúl Padilla "Chóforo" - Lic. Rosales
- Patricia Manterola - Ella misma
- Lupita Jones - Ella misma
- Ricardo Montaner - Él mismo
- Pilar Montenegro - Ella misma
- Yuri - Ella misma
- Mario Limantour - Marito
- Eduardo Rodríguez - Lalo
- Gerardo Murguía - Octavio Serrano
- Manuel Ojeda - Luis Lombardi - Papá de Luigi
- Manuel Landeta - Esteban
- Juan Carlos Casasola - Jorge
- Julio Monterde  - Rafael
- Alicia Encinas - Matilde
- Benjamín Islas - Licenciado Olarte
- Alejandro Ruiz - Amante de Paula María
- Tania Vázquez - Fátima Bosch
- Benny Ibarra - Él mismo
- Tiziano Ferro - Él mismo
- Carlos Cámara  - Fausto Domenzaín
- Dolores Salomón "Bodokito" - Mercedes "Mechita" de López
- Eugenio Derbez - Armando Hoyos
- Felipe Nájera - Diseñador
- Paty Díaz - Secretaria de Manuel José Becerra
- Lidia Ávila - Ella misma
- Luis Couturier - Jorge Manrí
- Malillany Marín - Dora
- Mauricio Barcelata - Shorman
- Zahira de Quevedo - Vendedora en tienda de ropa
- Miguel Pizarro - Piloto
- Maru Dueñas - Enfermera [7]
- Jonathan Becerra - Niño vendedor de rosas
- Nuria Bages - Ella misma
- Silvia Mariscal - Mamá de Luigi
- Ernesto Calzadilla - Eduardo
- María del Pilar Pérez - Claudia
- Jorge Flores - Jorge

### Participaciones especiales
- Lu (banda)
- Reik
- Ha-Ash
- José Feliciano
- Tiziano Ferro
- Jerry Rivera[8]
- Camila
- Los Ángeles Azules
- Kalimba
- Yuri
- Mijares
- Manuel Ojeda
- Arianna

## Grabaciones
Las grabaciones comenzaron el 9 de diciembre de 2005 en Televisa San Ángel. Jaime Camil tuvo que cancelar su participación en una obra de teatro en Broadway para grabar la telenovela. Angélica Vale tuvo que bajar 20 kilos de peso para personificar a "Lety". Las horas de grabaciones eran de 8 horas diarias y alcanzaron las 18 horas diarias, que se extendieron por 13 meses. Con la Banda El Recodo, Vale grabó el vídeo musical del tema "El club de las feas".
En julio de 2006 se llevó a cabo la Copa Mundial de Fútbol en Alemania, evento en donde participó la selección de fútbol de México, varios actores del elenco viajaron para grabar algunas escenas de la telenovela, así como presentarse en un show ante 15.000 personas, junto a la Banda el Recodo.

### Problemas de salud de Angélica Vale
Durante la grabación de la telenovela Angélica Vale, sufrió diversos inconvenientes de grabación, entre estos está un accidente que sufrió en la mano izquierda, cuando grababa una escena en donde arroja platos y vasos de una mesa, la actriz accidentalmente se cortó la mano con un vidrio roto, por lo que fue necesario reconstruir el 70% del tendón de la mano izquierda.
En enero de 2007, fue diagnosticada de fiebre tifoidea, por lo que se le aplicó antibióticos fuertes y reposo.

## DVD
La fea más bella fue lanzada en DVD en las tiendas y en Internet el 19 de febrero de 2008. Esta versión es sólo un resumen de la telenovela, con un aproximado de 700 minutos en total en 3 DVD. Otra versión paralela se lanzó con 250 minutos adicionales sobre la versión anterior, distribuidos en 4 DVD.

## Premios y nominaciones

### Premios Califa de Oro
| Año  | Categoría         | Nominado (a)  | Resultado |
| ---- | ----------------- | ------------- | --------- |
| 2006 | Destaca Actuación | Angélica Vale | Ganadora  |

### Premios TVyNovelas 2007
| Categoría                   | Persona                                   | Resultado |
| --------------------------- | ----------------------------------------- | --------- |
| Mejor telenovela            | Rosy Ocampo                               | Ganadora  |
| Mejor actriz protagónica    | Angélica Vale                             | Ganadora  |
| Mejor actor protagónico     | Jaime Camil                               | Nominado  |
| Mejor actriz antagónica     | Patricia Navidad                          | Nominada  |
| Mejor actor antagónico      | Raúl Magaña                               | Nominado  |
| Mejor primera actriz        | Angélica María                            | Nominada  |
| Mejor primer actor          | Carlos Bracho                             | Nominado  |
| Mejor actriz de reparto     | Elizabeth Álvarez                         | Ganadora  |
| Mejor actriz de reparto     | Nora Salinas                              | Nominada  |
| Mejor actor de reparto      | Agustín Arana                             | Nominado  |
| Mejor actor de reparto      | José José                                 | Ganador   |
| Mejor actor de reparto      | Sergio Mayer                              | Nominado  |
| Mejor actor juvenil estelar | Daniel Valdez                             | Nominado  |
| Mejor dirección de escena   | Salvador Garcini Rodrigo G. H. Zaunbos    | Ganadores |
| Mejor tema musical          | "El club de las feas" por Banda El Recodo | Ganador   |

- Premio especial al Programa favorito del público

### Premios Bravo 2007[27]
| Categoría                | Persona       | Resultado |
| ------------------------ | ------------- | --------- |
| Mejor actriz protagónica | Angélica Vale | Ganadora  |
| Mejor actor protagónico  | Jaime Camil   | Ganador   |

### Premios Calendario de Oro 2007
| Categoría   | Persona     | Resultado |
| ----------- | ----------- | --------- |
| Mejor actor | Jaime Camil | Ganador   |

### Premios Fama 2008[30]
| Categoría                | Persona       | Resultado |
| ------------------------ | ------------- | --------- |
| Mejor actriz protagónica | Angélica Vale | Ganadora  |

### TV Adicto Golden Awards
| Año  | Categoría                                 | Nominado    | Resultado |
| ---- | ----------------------------------------- | ----------- | --------- |
| 2010 | Mejor telenovela de Televisa de la década | Rosy Ocampo | Ganadora  |

## Banda sonora
La banda sonora de La fea más bella fue lanzada en dos volúmenes separados, uno sólo digital lanzado el 14 de febrero de 2006 por Warner Music México y otro en formato físico (CD) y digital el 6 de junio a plomo el año por EMI Televisa Music.

### Digital
1. La Fea Más Bella - Jorge Villamizar y Margarita
2. Tu Belleza Es Un Misterio - Angélica Vale y Jaime Camil
3. La Dueña De Mi Vida - Angels
4. Se Busca Un Hombre - Niurka Marcos
5. El Club De Las Feas - Banda El Recodo
6. Aquí Estaré - Angélica Vale
7. Canalla - Margarita
8. La Secretaria - Banda machos
9. Mi Bom Bon - Margarita
10. Bésala Ya - Celso Piña y Bacilos
11. Les Gusta El Cu - Margarita
12. La Fea Más Bella - (Versión Karaoke) Bonus

### CD
1. La Fea Más Bella – Angélica Vale Y Jaime Camil
2. El Club De Las Feas – Banda El Recodo
3. Simple – Daniela Romo
4. Con Tu Amor – Pandora
5. Haría Hasta Lo Imposible – El Coyote y su banda Tierra Santa
6. Sigue Tu Ruta – Graciela Beltran
7. La Verdad – Los invasores de Nuevo León
8. Que Vuelva Pronto – Los originales de San Juan
9. Me Quiero Casar – Control
10. Lucero De Mi Alma – Emilio Navaira
11. Lo Eterno – Celso Piña
12. José José - Amor Amor